# Wairoque
Wairoque (Vairoque, Wairoke Wairoce, Wairoçe) ist ein osttimoresischer Suco im Verwaltungsamt Luro (Gemeinde Lautém).

## Geographie
Vor der Gebietsreform 2015 hatte Wairoque eine Fläche von 16,37 km². Nun sind es 33,69 km². Der Suco liegt im Norden des Verwaltungsamts Luro, an der Mündung des Flusses Adafuro in den Fluss Raumoco. Im Südwesten grenzt er an den Suco Afabubu, im Süden an Lacawa und im Südosten liegt jenseits des Adafuro der Suco Cotamutu. Im Norden und Osten liegt das Verwaltungsamt Lautém mit seinen Sucos Euquisi, Daudere, Serelau und Maina II. Die Grenze zu Serelau und Maina II bildet der Fluss Roumoco. Der Abuti fließt ein Stück entlang der Grenze zu Afabubu. Der Buiguira entspringt in Wairoque und fließt dann nach Norden in das Verwaltungsamt Lautém. Neben dem Siedlungszentrum von Unter-Luro gibt es keine nennenswerte Siedlungen im Suco. Ein medizinischer Posten befindet sich im Süden des Sucos.
Die Grenzen des Sucos wurden zwischen 1999 und 2004 neu zugeschnitten. Damals kam der südliche Teil von Wairoque zu Lacawa und der Teil Unter-Luros am Südufer des Adafuro zu Cotamutu.
Der Ort Wairoque liegt im Südosten des Sucos auf einer Meereshöhe von 232 m. Er ist Teil von Unter-Luro (Luro), dem ehemaligen Verwaltungszentrum des Verwaltungsamts Luro. Am Nordufer des Adafuro liegen in direkter Nachbarschaft zu Wairoque die Dörfer Luro,  Afa, Zefaliu, Soba (Sofa), Afanami (Ataname), Ulturo (Luturo) und Dalari. Zum Siedlungszentrum gehört eine Schule zur Vorbereitung auf die Sekundärstufe. Die Straße von Ober-Luro zur Gemeindehauptstadt Lospalos führt durch Unter-Luro. Die südlich des Adafuro liegenden Siedlungen gehören bereits zum Suco Cotamutu.
In Cacavei befinden sich die fünf Aldeias Afanami, Iuto, Liarafa, Luturo und Soba.

## Einwohner

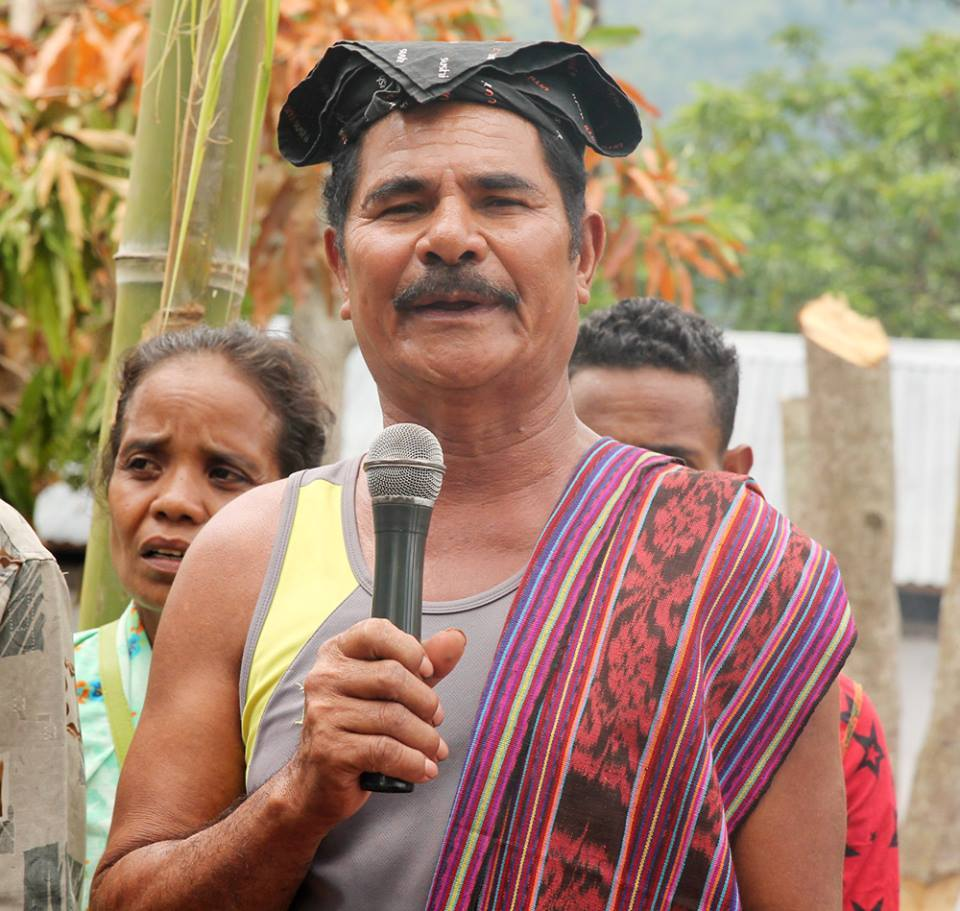
Mann mit traditioneller Kopfbedeckung und Tais (2016)

Wairoque hat 1.197 Einwohner (2022), davon sind 624 Männer und 573 Frauen. Im Suco gibt es 203 Haushalte. Die Einwohner geben Makasae als ihre Muttersprache an.

## Politik

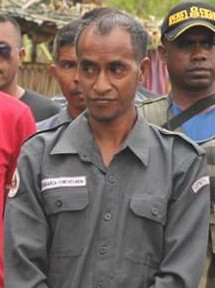
Augusto Marques (2016)

Bei den Wahlen von 2004/2005  wurde Raimundo Noronha zum Chefe de Suco gewählt. Bei den Wahlen 2009 gewann Augusto Marques und wurde 2016 in seinem Amt bestätigt.